# Susanne und der Zauberring
Susanne und der Zauberring ist ein Märchenfilm der DEFA von Erwin Stranka aus dem Jahr 1973.

## Handlung
Die zwölfjährige Susanne erzählt im Unterricht über Ameisen. Zur Veranschaulichung hat sie ein Terrarium mitgebracht. Als die Schüler während des Vortrages hitzefrei bekommen, eilen alle aus dem Klassenzimmer. Das Terrarium wird zerstört und viele Insekten zertreten. Weil sich Susanne lieber um Insekten, statt um wichtige Fächer wie Mathematik kümmert, verspotten die anderen Kinder sie. Während ihre Klassenkameraden sich am Strand vergnügen, geht Susanne wütend und traurig nach Hause und besucht anschließend einen alten Schleusenwärter, dem sie ihr Leid erzählt. Da taucht eine Elster auf, die dem Schleusenwärter einen Ring aus einer Holzkiste stehlen wollte. Der alte Mann erklärt Susanne, dass der Ring ein „Karfunkel“ ist, der eine Person trösten kann. Man könne dem Ring alles anvertrauen und ihm seine eigene Welt zeigen, damit der Ring lernen kann. Bei schönen Dingen würde der Ring leuchten und bei hässlichen Dingen schwarz werden. Der alte Mann erzählt, er habe den Ring früher selber benutzt, doch passe er alten Leuten nicht mehr. Susanne freut sich über den Ring und beginnt, diesem ihre Welt zu zeigen.
Zunächst zeigt Susanne dem Ring, wer ihre Eltern sind. Am nächsten Tag steht ihre Schule auf dem „Lernprogramm“ des „Karfunkels“. Dabei achtet sie darauf, dass der Ring auch viel von der schwierigen Mathematik mitbekommt. Kurze Zeit später gelingt es ihr, eine schwere Matheaufgabe zu lösen, die sonst niemand aus der Klasse wusste. Der Lehrer lobt sie, und sie bekommt zum ersten Mal eine Eins in Mathe. Am Nachmittag macht Susanne zusammen mit ihrem Vater einen Ausflug mit dem Motorboot, als der Motor plötzlich streikt. Susanne wünscht sich, dass der Motor wieder läuft, und tatsächlich funktioniert dieser anschließend wieder. Susanne glaubt nun, dass der Ring tatsächlich Zauberkräfte hat. Am Abend träumt sie, dass sie lauter Einsen auf dem Zeugnis bekommt. Nach einer anschließenden Traum-Karussellfahrt zusammen mit ihren Insekten heiratet Susanne im Traum ihren Klassenkameraden Andreas.
Die Kinder spielen am nächsten Tag am Strand Zirkus. Davon ist Susanne wieder einmal ausgeschlossen, möchte aber mitspielen. Sie verändert einen Zaubertrick von Andreas, so dass dieser anders als geplant abläuft, und Andreas ist wütend auf sie. Zum Abschluss des Zirkus lassen die Kinder einige Silvesterraketen steigen, die nach einem Wunsch von Susanne tatsächlich einigen Schaden verursachen. Die Kinder flüchten vor den herbeilaufenden Erwachsenen, nur Susanne bleibt und nimmt alles auf sich. Andreas ist von Susannes Mut beeindruckt, und beide werden Freunde. Auf einem Bootsausflug kann Susanne Andreas von der Zauberkraft des Rings überzeugen. Als der Ring ihm jedoch helfen soll, ein Fußballspiel zu gewinnen, versagt er: In letzter Minute gewinnt die gegnerische Mannschaft und Andreas wendet sich von Susanne ab. Am nächsten Tag beweist Susanne ihm, dass der Ring funktioniert: Sie wünscht sich ein Kamel herbei, das erscheint. Sie besteigt es und es reitet im Galopp davon, ohne dass sie rechtzeitig wieder absteigen kann. Andreas bleibt alleine zurück und macht sich auf die Suche nach Susanne, kann sie jedoch nicht finden. Schließlich taucht Susanne wieder von alleine auf. Erleichtert beginnt Andreas, sich mit Susanne zu necken. Dabei verliert Susanne den Ring, der von der Elster davongetragen wird. Susanne und Andreas sind beim alten Schleusenwärter. Susanne gesteht ihm, dass sie den Ring verloren hat, doch der Schleusenwärter ist nicht böse. Er erklärt ihr, dass jeder im Leben einmal an einen Punkt kommt, wo er einen „Karfunkel“ nötig hat. Wahrscheinlich hat die Elster den Ring jetzt gerade gebraucht. Susanne überlegt sich daraufhin, was für Sorgen wohl eine Elster hat.

## Produktion
Susanne und der Zauberring wurde innerhalb von 47 Tagen unter anderem in Brandenburg gedreht. Der Arbeitstitel lautete Mein Freund Karfunkel. Der Film erlebte am 16. August 1973 im Leipziger Kino der Jugend seine Premiere und kam am nächsten Tag in die Kinos der DDR.
Nach Ende der Dreharbeiten durfte Hauptdarstellerin Monika Wolf das Hochzeitskleid, das sie in einer Filmszene trägt und das eigens für sie angefertigt wurde, behalten.

## Kritiken
Für den film-dienst war Susanne und der Zauberring „ein Film, der die kindliche Sehnsucht nach Zauberei und Wunderdingen zugleich befriedigt und produktiv hinterfragt.“

## Auszeichnungen
Monika Wolf erhielt 1973 auf den VIII. Internationalen Filmfestspielen in Moskau den Preis der Kinderjury als beste Darstellerin. Das Filmkollektiv von Susanne und der Zauberring – Rosel Klein, Erwin Stranka, Lothar Gerber und Monika Wolf – wurden 1974 mit dem Heinrich-Greif-Preis, II. Klasse, ausgezeichnet.